# Mooi-Bos
Mooi-Bos, Mooi-Bos-wijk of Sinte-Aleidiswijk (Frans: Joli-Bois) is een wijk in de Belgische gemeente Sint-Pieters-Woluwe in het Brussels Hoofdstedelijk Gewest. De wijk ligt in het uiterste zuidoosten van de gemeente. Naar het zuiden ligt het Zoniënwoud, naar het oosten ligt de zuidelijke uitloper van Kraainem, naar het noorden ligt de wijk Stokkel en naar het westen de wijk Hertoginnedal.
Midden in de wijk staat de Sint-Aleidiskerk.

## Geschiedenis
Na de Eerste Wereldoorlog werd in 1921 de Plaatselijke Maatschappij voor Goedkope Woningen opgericht. Deze woningmaatschappij liet de tuinwijk aan de rand van het Zoniënwoud bouwen.
Toen de Tweede Wereldoorlog was afgelopen was er hoge nood aan woningen en verstedelijkte het gebied in grote mate, waardoor de wijk Mooi-Bos ontstond.